# 阿吉镇
阿吉镇，是中华人民共和国辽宁省铁岭市铁岭县下辖的一个乡镇级行政单位。

## 行政区划
阿吉镇下辖以下地区：
阿吉堡子村、古城子村、朱家村、山河村、杨屯村、胜利村、乌巴海村、魏家村、石砬子村、白沙村、陈平堡村、林家窝棚村、平安堡村和铁岭县阿吉工业园社区。